# Oliveriana lehmannii
Oliveriana lehmannii är en orkidéart som beskrevs av Leslie Andrew Garay. Oliveriana lehmannii ingår i släktet Oliveriana och familjen orkidéer.
Artens utbredningsområde är Colombia. Inga underarter finns listade i Catalogue of Life.